# Ajust per làser

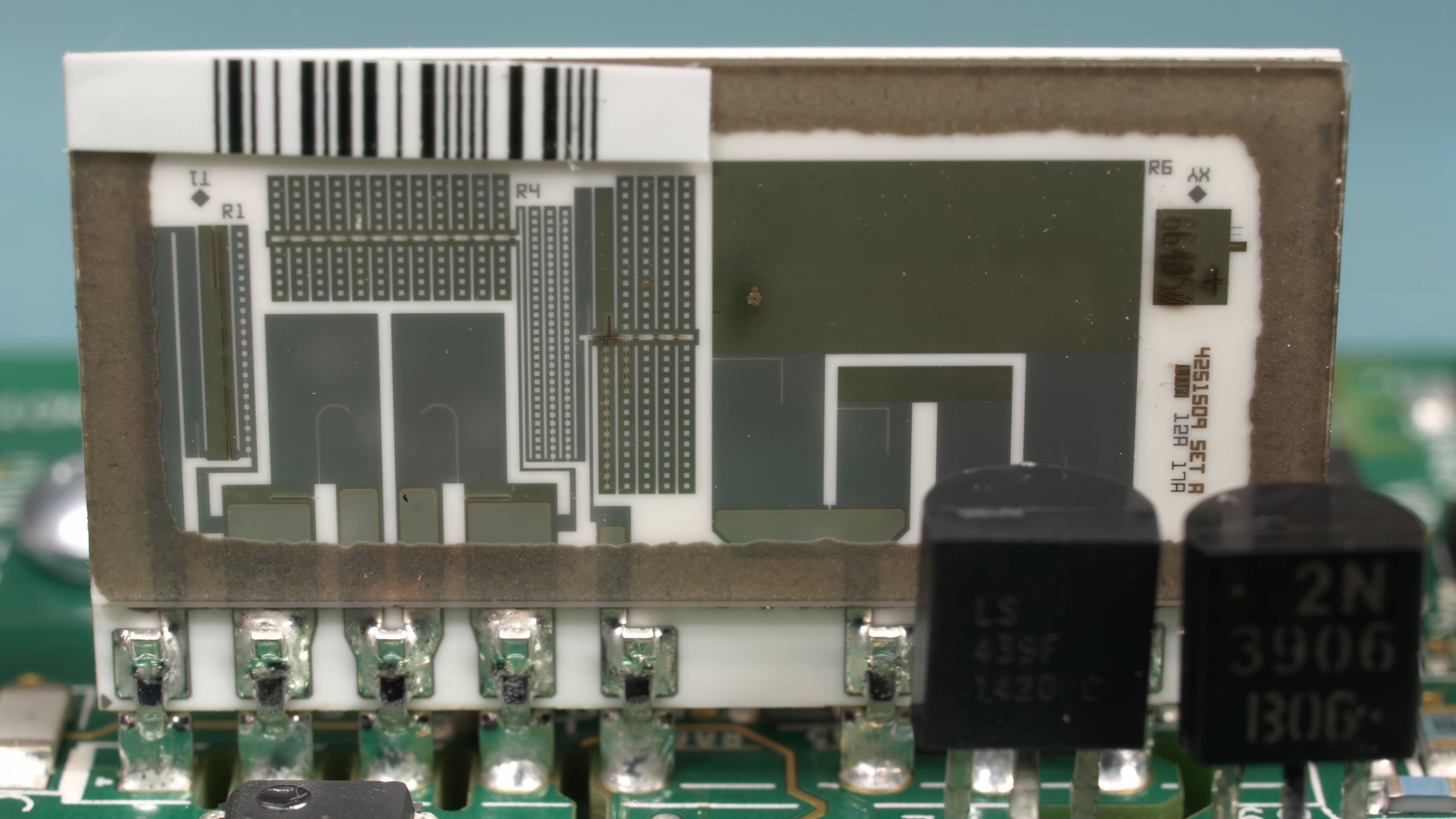
Xarxa de resistències de pel·lícula prima de precisió retallada amb làser de Fluke, utilitzada al multímetre Keithley DMM7510. Fons de ceràmica amb tapa hermètica de vidre. Les marques de retall làser són visibles al material resistent gris

L'ajust per làser és el procés de fabricació d'utilitzar un làser per ajustar els paràmetres de funcionament d'un circuit electrònic.
Una de les aplicacions més habituals utilitza un làser per cremar petites porcions de resistències, augmentant el seu valor de resistència. L'operació de combustió es pot dur a terme mentre el circuit està sent provat per un equip de prova automàtic, donant lloc a valors finals òptims per a les resistències del circuit.
El valor de la resistència d'una resistència de pel·lícula es defineix per les seves dimensions geomètriques (longitud, amplada, alçada) i el material de la resistència. Un tall lateral en el material de la resistència pel làser redueix o allarga el camí del flux de corrent i augmenta el valor de la resistència. El mateix efecte s'obté si el làser canvia una resistència de pel·lícula gruixuda o una resistència de pel·lícula fina en un substrat ceràmic o una resistència SMD en un circuit SMD. La resistència SMD es produeix amb la mateixa tecnologia i també es pot retallar amb làser.

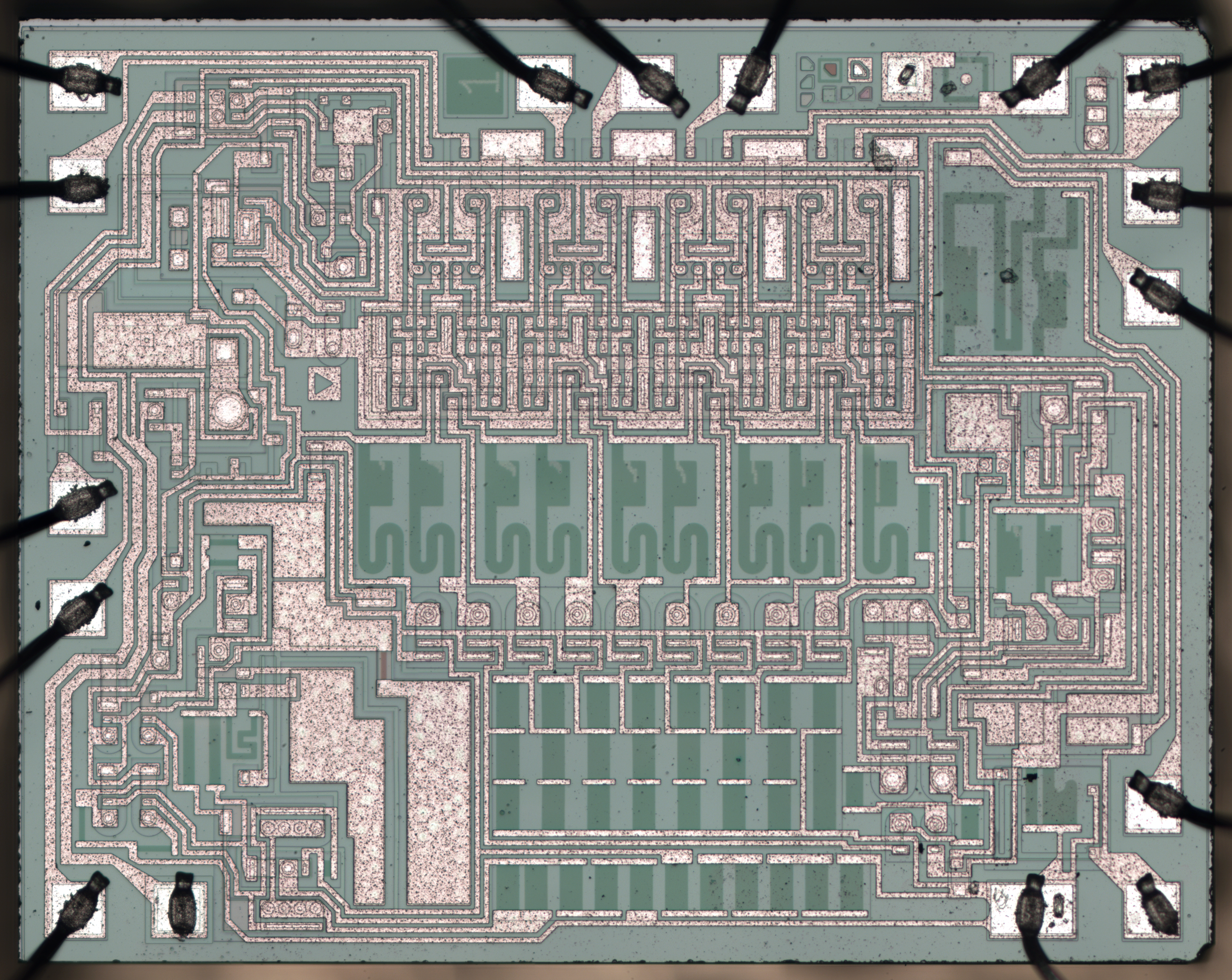
Analog Devices AD558 DAC I²L de 8 bits en encapsulat de ceràmica (especificacions MIL). Mida de la matriu 2713x2141µm, tecnologia de fabricació de 6µm. El làser d'ajust deixa marques de ~ 8 µm de diàmetre.

Els condensadors de xip retallables es construeixen com a condensadors de placa multicapa. La vaporització de la capa superior amb un làser disminueix la capacitat reduint l'àrea de l'elèctrode superior.
L'ajust passiu és l'ajust d'una resistència a un valor donat. Si el retall ajusta tota la sortida del circuit, com ara la tensió de sortida, la freqüència o el llindar de commutació, això s'anomena ajustament actiu. Durant el procés de retallat, el paràmetre corresponent es mesura contínuament i es compara amb el valor nominal programat. El làser s'atura automàticament quan el valor arriba al valor nominal.

## Ajust de resistències LTCC en una cambra de pressió
Un tipus de tallador passiu utilitza una cambra de pressió per permetre la retallada de resistències en una sola carrera. Les plaques LTCC es posen en contacte amb sondes de prova al costat del conjunt i es retallen amb un raig làser des del costat de la resistència. Aquest mètode de retallat no requereix punts de contacte entre les resistències, perquè l'adaptador de pas fi contacta amb el component del costat oposat a on es produeix el retall. Per tant, el LTCC es pot organitzar de manera més compacta i menys costosa.

## Ajust de potenciòmetres
Sovint els dissenyadors utilitzen potenciòmetres, que s'ajusten durant les proves finals fins que s'assoleix la funció desitjada del circuit. En moltes aplicacions, l'usuari final del producte preferiria no disposar de potenciòmetres, ja que poden derivar, ajustar-se malament o desenvolupar soroll. Per tant, els fabricants determinen els valors de resistència o capacitat necessaris mitjançant mètodes de mesura i càlcul i després solden el component adequat a la PCB final; aquest enfocament s'anomena "Selecciona en prova" (SOT) i requereix força mà d'obra.
És més senzill substituir el potenciòmetre o la peça SOT per una resistència de xip ajustable o un condensador de xip, i el tornavís d'ajust del potenciòmetre es substitueix pel retallat làser. La precisió aconseguida pot ser més alta, el procediment es pot automatitzar i l'estabilitat a llarg termini és millor que amb potenciòmetres i almenys tan bona com amb components SOT. Sovint, el fabricant pot integrar el làser per al retall actiu en sistemes de mesura existents.